# Gisela Otto
Gisela Otto (Voorburg, 21 augustus 1972) is een Nederlandse tv-presentatrice.

## Loopbaan
Na haar studie pedagogiek ging ze aan de slag als redacteur bij Joop van den Ende Produkties, later Endemol. Gisela presenteerde van 21 augustus 2001 t/m 1 oktober 2007 belspellen op RTL 4, RTL 5 en Yorin. Ze was te zien in programma's als Telegames, Game Time, Teleplay en Vragenvuur. Ook presenteerde ze regelmatig het belspel van het ochtendmagazine Lijn 4.

## Privé
Otto is getrouwd met de ex van Linda de Mol, Fred Reuter. Ze hebben twee kinderen.
In september 2014 werd Otto getroffen door een hersenbloeding, tijdens de wedstrijd van haar zoon.  Naar verwachting zal ze volledig herstellen.